# Сваби
Сваби (урд. صوابی) је град у Пакистану у покрајини Хајбер-Пахтунва. Према процени из 2006. у граду је живело 100.060 становника.

## Становништво
Према процени, у граду је 2006. живело 100.060 становника.
| 1981.  | 1998.  | 2006.   |
| ------ | ------ | ------- |
| 46.626 | 78.960 | 100.060 |